# Totjenka
Totjenka (ryska: Точенка) är ett vattendrag i Belarus.   Det ligger i voblasten Mahiljoŭs voblast, i den centrala delen av landet, 100 km sydost om huvudstaden Minsk.
I omgivningarna runt Totjenka växer i huvudsak blandskog. Runt Totjenka är det ganska glesbefolkat, med 29 invånare per kvadratkilometer.